# Квахчири
Квахчири (груз. კვახჭირი) — село в Грузии, на территории Тержольского муниципалитета края (мхаре) Имеретия.

## География
Село находится в западной части Грузии, на левом берегу реки Цкалцителы, на расстоянии 35 километров к западо-северо-западу от города Тержола, административного центра муниципалитета. Абсолютная высота — 125 метров над уровнем моря.

## Население
По результатам официальной переписи населения 2014 года, в Квахчири проживало 647 человек (317 мужчин и 330 женщин). В национальной структуре населения грузины составляли 100 %.
| Год  | Население, человек |
| ---- | ------------------ |
| 2002 | 801                |
| 2014 | ↘ 647              |